# هیلاری گریویچ
هیلاری گریویچ (به انگلیسی: Hilary Grivich) ژیمناست زادهٔ ۲۳ مهٔ ۱۹۷۷ میلادی اهل کشور ایالات متحده آمریکا بود.